# Eurycea wallacei
Espèce
Synonymes
- Haideotriton wallacei Carr, 1939

Statut de conservation UICN

 VU B1ab(iii)+2ab(iii) : Vulnérable
Eurycea wallacei est une espèce d'urodèles de la famille des Plethodontidae.

## Répartition
Cette espèce est endémique du Sud-Est des États-Unis. Elle se rencontre dans des grottes :
- dans le nord-ouest de la Floride dans le comté de Jackson ;
- dans le sud de la Géorgie dans les comtés de Decatur et de Dougherty.

## Étymologie
Cette espèce est nommée en l'honneur de Howard Keefer Wallace.

## Publication originale
- Carr, 1939 : Haideotriton wallacei, a new subterranean salamander from Georgia. Occasional Papers of the Boston Society of Natural History, vol. 8, p. 333-336 (texte intégral).